# Birds Do It, Bees Do It
Birds Do It, Bees Do It é um documentário norte-americano de 1974, dirigido por Nicolas Noxon e Irwin Rosten e narrado por Lee Bergere.
Birds Do It, Bees Do It mostra a reprodução entre animais, desde os de tamanho microscópico até elefantes. Em razão de exibir cópulas, ainda que não de modo indecente, o filme teve problemas com órgãos reguladores nos Estados Unidos.

## Premiações
| Patrocinador                                            | Prêmio            | Categoria                       | Situação |
| ------------------------------------------------------- | ----------------- | ------------------------------- | -------- |
| Academia de Artes e Ciências Cinematográficas           | Oscar 1976        | Melhor trilha sonora (original) | Indicado |
| Associação de Correspondentes Estrangeiros de Hollywood | Golden Globe 1975 | Melhor Documentário             | Indicado |